# Горенє Подполяне
Горенє Подполяне (словен. Gorenje Podpoljane) — поселення в общині Рибниця, регіон Південно-Східна Словенія, Словенія.